# Niça la bèla

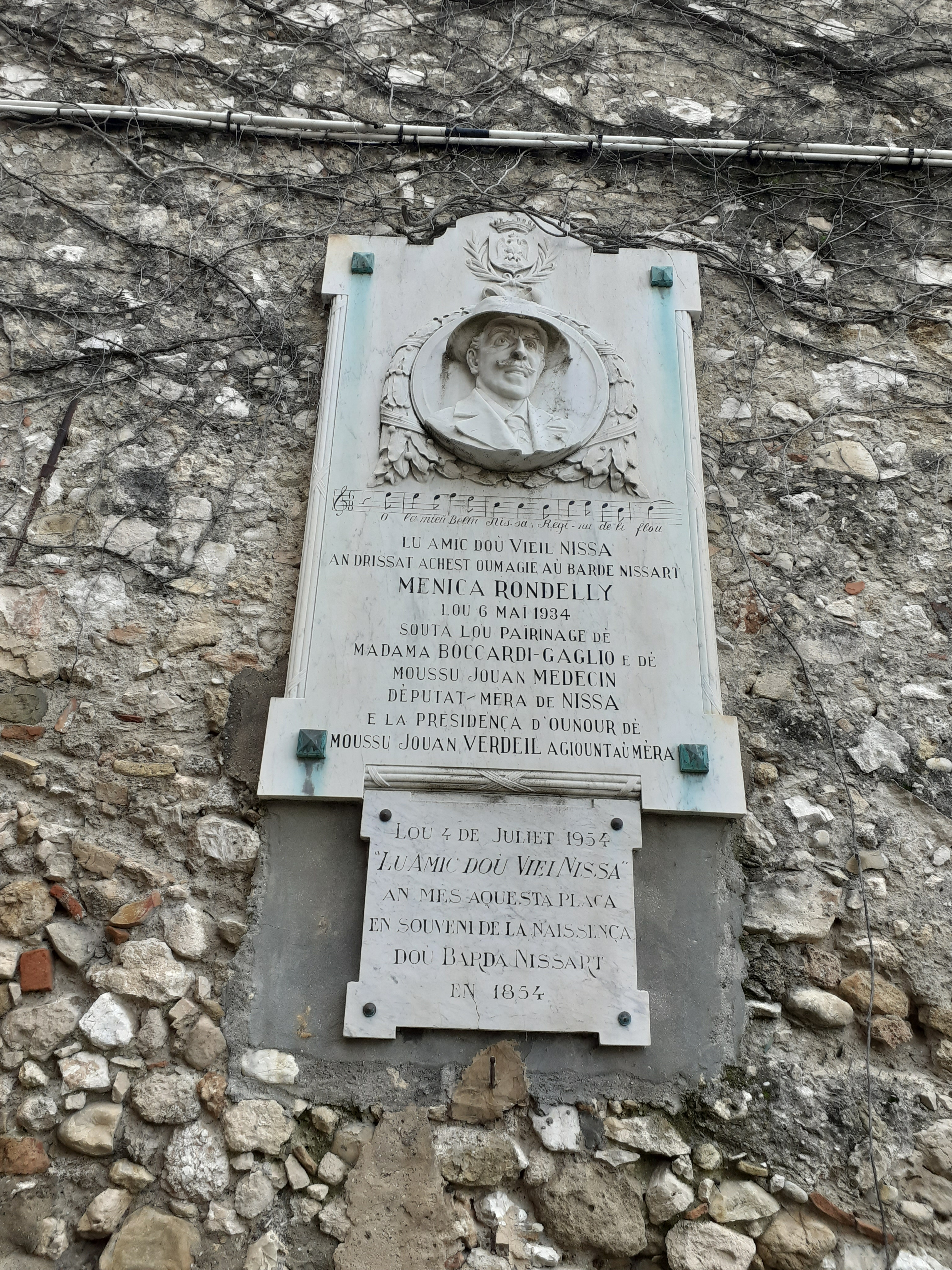
Monumento in nizzardo dedicato a Menica Rondelly, autore dell'inno

"Niça la bèla", o anche "Nissa la Bella", in italiano "Nizza la bella", è l'inno non ufficiale della città di Nizza, in Francia. Il testo è scritto in Nizzardo, un dialetto occitano che prima della francesizzazione, era la lingua parlata dalla popolazione locale. L'inno fu composto nel 1903 da Gian Domenico Rondelli, in occitano Menica Rondelly, dapprima con il titolo di A la mieu bella Nissa (Alla mia bella Nizza), e la canzone prese il nome attuale nel 1906, in seguito ad alcuni arrangiamenti.

## Testo
| Niça la Bèla / Nissa la Bella | Niça la Bèla / Nissa la Bella |
| grafia classica | grafia originale |
| --- | --- |
| Viva, viva, Niça la Bèla Ò la mieu bèla Niça Regina de li flors Li tieus vielhi teulissas Ieu canterai totjorn. Canterai li montanhas Lu tieus tant rics decòrs Li tieus verdi campanhas Lo tieu gran soleu d'òr [d'aur] Ritornello Totjorn ieu canterai Sota li tieus tonèlas La tieu mar d'azur Lo tieu cièl [cèu] pur E totjorn griderai En la mieu ritornèla Viva, viva, Niça la Bèla Canti la capelina La ròsa e lo lillà Lo Pòrt e la Marina Palhon, Mascoinà ! Canti la sofieta Dont naisson li cançons Lo fus, la colonheta, La mieu bèla Nanon. Canti li nòstri glòrias L'antic e bèu calen Dau donjon li victòrias L'odor dau tieu primtemps! Canti lo vielh Sincaire Lo tieu blanc drapèu Pi lo brèç de ma maire Dau monde, lo plus bèu                          | Viva, viva, Nissa la Bella O la miéu bella Nissa Regina de li flou Li tiéu viehi taulissa Iéu canterai toujou. Canterai li mountagna Lu tiéu tant ric decor Li tiéu verdi campagna Lou tiéu gran soulèu d'or Ritornello Toujou iéu canterai Souta li tiéu tounella La tiéu mar d'azur Lou tiéu cièl pur E toujou griderai en la miéu ritournella Viva, viva, Nissa la Bella Canti la capelina La rosa e lou lilà Lou Pouòrt e la Marina Paioun, Mascouinà ! Canti la soufieta Doun naisson li cansoun Lou fus, la coulougneta, La miéu bella Nanoun. Canti li nouòstri gloria L'antic e bèu calèn Dòu doungioun li vitoria L'oudou dòu tiéu printemp ! Canti lou vielh Sincaire Lou tiéu blanc drapèu Pi lou brès de ma maire Dòu mounde lou plus bèu |
| Testo Italiano Viva, viva, Nizza la Bella Oh, la mia bella Nizza Regina dei fior i tuoi vecchi tetti io canterò ogn'or. Canterò le montagne i tuoi tanto ricchi decor le tue verdi campagne, il tuo grande sole d’or. Ritornello Sempre io canterò sotto i tuoi pergolati il tuo mare d'azzurro il tuo cielo puro E sempre io griderò nel mio ritornello Viva, viva, Nizza la Bella! Canto la cappellina, la rosa ed il lillà, il Porto e la Marina Paglione e Mascoinà! Canto la mansarda dove nascono le canzon il fuso, la conocchia, la mia bella Nanon. Canto le nostre glorie, L’antica e bella lucerna, le vittorie del torrione l'odore della tua primavera! Canto il vecchio Sincaire, la tua bianca bandiera, poi la culla di mia madre, del mondo, la più bella. | |